# オマーン国際病院
オマーン国際病院（オマーンこくさいびょういん、アラビア語: مستشفى عُمان الدولي、英語: Oman International Hospital, OIH）は、オマーン国マスカット特別行政区アル＝グブラに所在する病院。敷地面積は42,000平方メートル、病床数は120床以上（最大200床まで拡張可能）を持つ同国最大の民間総合病院で、24時間救急対応している（2022年10月時点）。
オマーン国際病院はスハイル・バファン・グループホールディング、オマーン・ブルネイ投資会社、IdealMed GHSの合弁事業で、2021年5月2日に救急科、放射線科、検査室、外来診療所の患者の受け入れを開始した。その後は段階的にセンターなどが開設され、2022年1月6日に正式に開院した。
湾岸協力会議諸国の病院では初めて、欧州品質管理財団より Committed to Excellence の認定を受けている。

## 施設
オマーン国際病院には女性・児童センター、心臓・血管センター、整形・脊髄センター、オマーン視力センター、皮膚・美容センターの5つのセンター・オブ・エクセレンスが設立されている。またコインブラ大学と提携した研修・研究施設、シーメンスヘルシニアーズが支援した医療専門学校が併設されている。
- 女性・子供センター（産婦人科、不妊・体外受精ラボ、生殖補助医療センター[8]を備える）
- 心臓・血管センター（循環器内科）
- 整形・脊髄センター（外科・整形外科）
- オマーン視力センター（眼科、白内障のレーザー治療機器を備える）
- 皮膚・美容センター（皮膚科）